# Donald Hill Perkins
Pour les articles homonymes, voir Perkins.
Donald Hill Perkins, né le 15 octobre 1925 à Kingston upon Hull et mort le 30 octobre 2022 à Oxford, est un physicien britannique professeur émérite à l'Université d'Oxford, connu pour ses travaux expérimentaux en physique des particules et ses traités.

## Biographie
Perkins a d'abord étudié à Imperial College London, où il a soutenu sa licence en 1945 et sa thèse de physique en 1948. L'année suivante, il est recruté comme maître de conférences à l'université de Bristol puis en 1955-56 au Lawrence Radiation Laboratory de Berkeley. Nommé directeur de recherche au CERN en 1963-64, il devient l'année suivante professeur de physique des particules à Oxford, et y organise avec Ken W. Allen un département de physique nucléaire. Il reviendra au CERN en 1976-77 puis en 1983-84.
Il prend sa retraite en 1998 et reçoit la distinction de professeur émérite de St Catherine's College, à Oxford.

## Œuvre scientifique
Le premier succès de Perkins est la reconnaissance de l'existence de mésons pi électronégatifs dans les rayons cosmiques. À Berkeley, il a étudié les propriétés des mésons K et la collision de protons et d'antiprotons à l'aide d'accélérateurs, au CERN il s'est consacré sur la diffraction de neutrinos.
Il a effectué des travaux pionniers sur l'interaction faible (projet Gargamelle) et la vérification expérimentale de la chromodynamique quantique. En 1982, il a examiné la possibilité de désintégration du proton, et partiellement mis en évidence l’oscillation des neutrinos. Il a participé à la conception du cyclotron HERA au DESY (1961) et examiné les possibilités de traitement du cancer par rayonnement de mésons pi.

## Prix scientifiques
Perkins est docteur honoris causa de l'université de Bristol et de l'Université de Sheffield. Il a été élu membre de la Royal Society en 1966. Il a été lauréat de la médaille Guthrie (1979), le prix Prix Holweck de la Société française de physique (1992), la Médaille Royale de la Royal Society
(1997) et le prix de la physique des hautes énergies (2001) de la Société européenne de physique. Il a donné de nombreuses conférences à l'étranger (Toronto, Seattle, Chicago, Hawaï et Victoria), et la Wolfgang Paul Lecture à Bonn (2004).

## Voir également
- Publications scientifiques de Donald Hill Perkins
- (de) « Donald Perkins », 2004 (version du 11 juin 2007 sur Internet Archive) (brève biographie à l'occasion de la conférence Wolfgang-Paul de l'Université de Bonn)